# St. Michael (Fatschenbrunn)

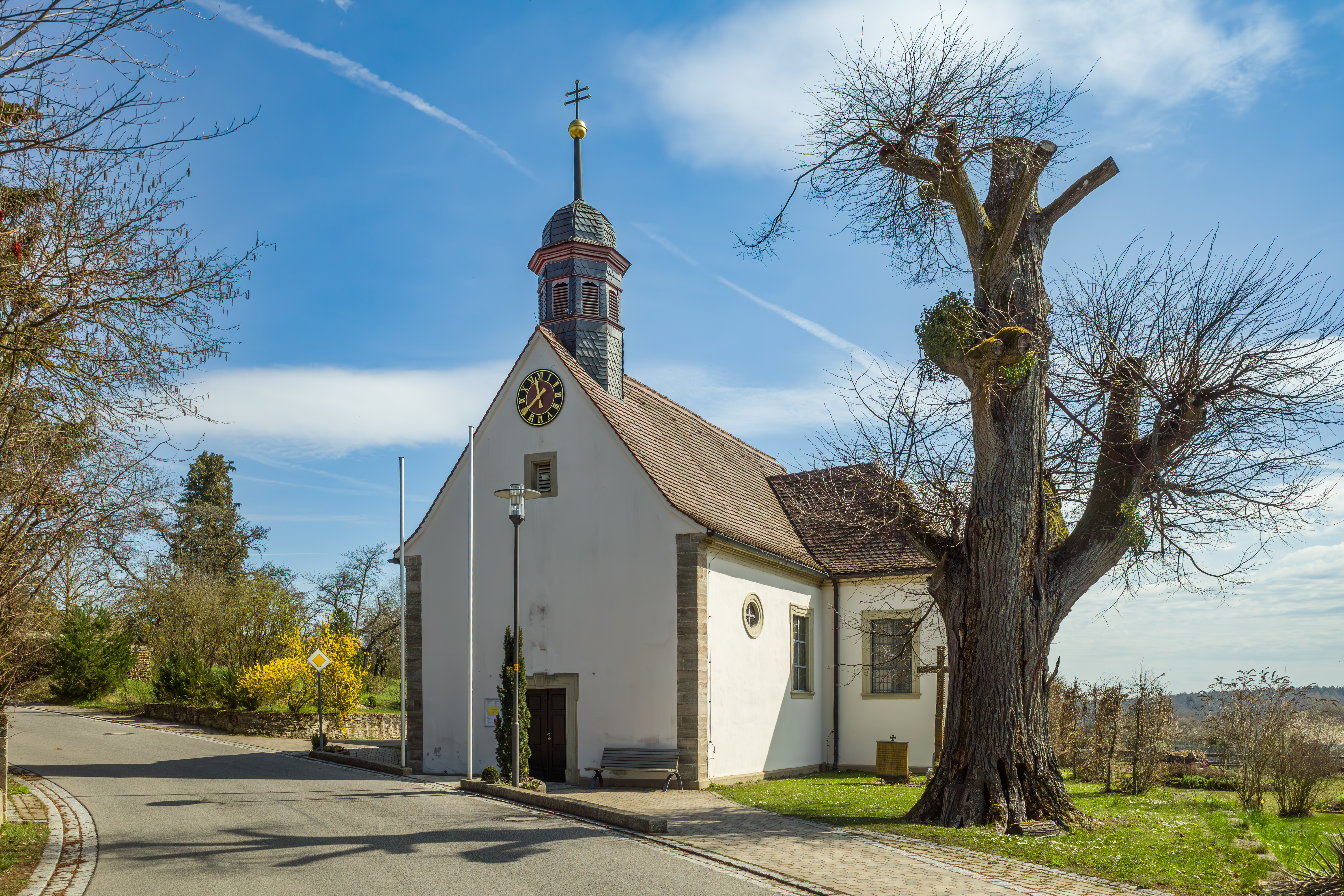
St. Michael (Fatschenbrunn)

Die römisch-katholische Filialkirche St. Michael ist ein Kirchengebäude, das in Fatschenbrunn steht, einem Gemeindeteil von Oberaurach im unterfränkischen Landkreis Haßberge in Bayern. Das denkmalgeschützte Bauwerk wurde Mitte des 18. Jahrhunderts errichtet. Die Kirche gehört zur Pfarrei St. Laurentius Oberschleichbach in der Pfarreiengemeinschaft Main-Steigerwald (Eltmann) im Dekanat Haßberge des Bistums Würzburg.

## Beschreibung
Die Kreuzkirche wurde um 1750 erbaut. Sie besteht aus einem Langhaus, das im Osten vor dem dreiseitigen abgeschlossenen Chor, an dem die Sakristei angebaut ist, von einem Querschiff gekreuzt wird, das mit einem Walmdach bedeckt ist. Aus dem Satteldach des Langhauses erhebt sich im Westen ein schiefergedeckter, achteckiger Dachreiter, der mit einer Glockenhaube bedeckt ist. Die Kirchenausstattung stammt aus der Bauzeit.